# آقالار بی‌لی (آق‌سو)
آقالار بی‌لی (به لاتین: Ağalarbəyli) یک منطقه مسکونی در جمهوری آذربایجان است که در شهرستان واقع شده است. آقالار بی‌لی ۸۸۲ نفر جمعیت دارد.